# Regina Pitscheneder
Regina Shaeena Pitscheneder (Saalfelden, 15 januari 1959) is een Oostenrijks componiste, dirigent, pianist en trompettist. 

## Levensloop
Pitscheneder groeide op in haar geboortestad en kreeg van Gottfried Plohovich eerste muziek- en pianolessen. Nadat zij met haar familie vertrok naar West-Stiermarken studeerde zij muziektheorie, piano en trompet aan het Johann-Joseph-Fux-Conservatorium Graz te Graz. Met 21 jaar was hij de eerste gediplomeerde vrouwelijke kapelmeester in Oostenrijk. Vervolgens studeerde zij aan de Universität für Musik und darstellende Kunst te Graz compositie en koordirectie en tegelijkertijd Geneeskunde aan de Universiteit Graz.
Als dirigent was zij lange jaren verbonden aan de Singkreis Lannach. Als hoornist is zij verbonden aan de Jugendkapelle Mooskirchen. 
Als componist schreef zij vooral werken voor harmonieorkest en koren, maar ook kamermuziek. In 1981 won zij de Großer Österreichischer Jugendpreis van het Oostenrijkse ministerie voor binnenlandse zaken voor de programmatische compositie Das Kind (Het kind), voor harmonieorkest, een protest als componiste tegen de wettelijke vrijgave van de abortus provocatus. In 1994 won zij de compositiewedstrijd van de Oostenrijkse blaasmuziekfederatie met haar werk Der Hampelmann. 

## Composities

### Werken voor harmonieorkest
- 1981 Das Kind, programmatische schetsen voor harmonieorkest
- 1994 Der Hampelmann, karakterstuk voor harmonieorkest
- Dankeschön!, humoristische polka
- Der Stainzer Flascherlzug, mars
- Fröhliche Messe, voor gemengd koor en blazers naar teksten van Martin Gutl, de componiste en Psalmen
- Intrada classica
- Kasperls Abenteuer, programmatische schetsen voor harmonieorkest

### Kamermuziek
- Saxy Reggae, voor saxofoonkwartet